# Joaquím Rodríguez

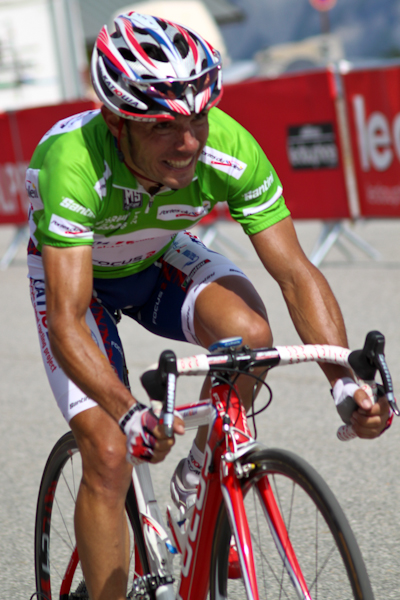
Joaquím Rodríguez i Team Katusha.

Joaquím Rodríguez Oliver, född 12 maj 1979 i Barcelona, Katalonien, är en spansk professionell tävlingscyklist. Han tävlar för UCI World Tour-stallet Team Katusha.
Joaquím Rodríguez blev professionell inför säsongen 2001. Han har vunnit tolv etapper i grand tours men har aldrig lyckats vinna en treveckorstävling. Han slutade dock tvåa på Giro d'Italia 2012 och Vuelta a España 2015, trea på Vuelta a España både 2010 och 2012 och trea på Tour de France 2013. Rodríguez tog brons vid cykel-VM 2010 samt silver 2013.

## Karriär
Joaquím Rodríguez blev professionell säsongen 2001 med det spanska stallet ONCE-Eroski. Under sitt första år med stallet slutade han trea på Subida a Urkiola bakom Jon Odriozola och José María Jiménez. Han fick också köra Giro d'Italia för stallet. I oktober samma år vann han uppvisningsloppet Escalada a Montjuich framför Joseba Beloki och Oscar Sevilla.
Säsongen därpå slutade han tvåa i slutställningen av Challenge Mallorca bakom Alejandro Valverde. Rodríguez slutade tvåa på etapp 4 av Vuelta a Andalucia innan han vann etapp 6 av Paris-Nice. Han slutade trea på etapp 2 och 3 av Vuelta Ciclista a Burgos. Under året tog han sin första etappseger i en Grand Tour när han vann etapp 8 av Vuelta a España.
Under säsongen 2004 slutade han tvåa på etapp 4 av Setmana Catalana de Ciclisme bakom Levi Leipheimer. Resultatet ledde till att Joaquím Rodríguez vann tävlingen framför Miguel Angel Martín Perdiguero och Josep Jufre.	
Joaquím Rodríguez slutade tvåa på etapp 1 av Euskal Bizikleta 2005. På etapp 2 och 4 av Vuelta Ciclista a Burgos slutade spanjoren på andra plats. På etapp 5 av det spanska etapploppet slutade han trea bakom David Herrero och Igor Astarloa. I slutställningen av Vuelta Ciclista a Burgos slutade spanjoren på andra plats bakom Juan Carlos Dominguez. På Clásica San Sebastián samma år slutade han tvåa bakom Constantino Zaballa. Joaquím Rodríguez vann också tävlingen Subida a Urkiola. På etapp 16 av Vuelta a España slutade spanjoren på fjärde plats bakom Paolo Bettini, Alessandro Petacchi och Miguel Angel Martín Perdiguero. Joaquím Rodríguez vann tävlingens bergspristävling.
Under 2006 vann Joaquím Rodríguez etapp 5 av Paris-Nice. Han lyckades också knipa åt sig tredjeplatsen i tävlingens bergspristävling bakom David Moncoutié och Christophe Laurent. Rodríguez slutade trea på Klasika Primavera 2006 bakom Carlos Sastre och Damiano Cunego.
Rodríguez slutade trea på etapp 7 av Paris-Nice 2007, innan han tog andra platsen på GP Miguel Indurain bakom Rinaldo Nocentini. Under året vann spanjoren också Klasika Primavera och de spanska nationsmästerskapens linjelopp. Han slutade trea på etapp 1 av Romandiet runt och tog andraplatsen på etapp 4 av Tour du Limousin.
2008 vann Rodríguez etapp 3 av Tirreno-Adriatico framför Danilo Di Luca och Nicklas Axelsson. Under säsongen slutade han trea på etapp 14 och 20 under Giro d'Italia.
Under säsongen 2009 slutade Rodríguez tvåa på Liège-Bastogne-Liège bakom Andy Schleck. Han vann etapper på Tirreno-Adriatico och Vuelta Ciclista a Burgos. Under säsongen slutade han trea på världsmästerskapens linjelopp bakom Cadel Evans och Aleksandr Kolobnev.

### 2010
På etapp 3 av Paris-Nice slutade Rodríguez på andra plats bakom Peter Sagan och han slutade senare tävlingen på en sjundeplats. Rodríguez slutade tvåa på etapp 3 av Katalonien runt 2010 bakom Xavier Tondo, trea på etapp 6 och vann slutligen tävlingen framför Tondo och Rein Taaramäe.
Joaquím Rodríguez vann GP Miguel Indurain och etapp 5 av Baskien runt samma år. Han slutade dessutom tvåa på Flèche Wallonne bakom Cadel Evans. Rodríguez vann etapp 12 av Tour de France 2010 framför Alberto Contador. På etapp 17 av loppet slutade han trea bakom Andy Schleck och Contador. När det franska etapploppet var över slutade spanjoren femma på Clásica San Sebastián.
Rodríguez tog ledningen under Vuelta a España 2010 efter etapp 10, men förlorade senare ledningen till Vincenzo Nibali efter etapp 17, ett tempolopp där han förlorade över sex minuter till etappsegraren Peter Velits. Rodriguez slutade tävlingen på fjärde plats bakom Nibali, Ezequiel Mosquera och Velits. Under tävlingen vann han etapp 14 framför Nibali och Mosquera och slutade tvåa på etapp 3 bakom Philippe Gilbert.
Joaquím Rodríguez slutade säsongen som segrare av UCI ProTour.

### 2011
Under säsongen 2011 tog Rodriguez en etappseger på Baskien runt och slutade tvåa bakom Philippe Gilbert i både Amstel Gold Race och La Flèche Wallonne. I maj slutade han femma i Giro d'Italia 2011. Han vann två etapper i Critérium du Dauphiné, där han också tog hem poäng- och bergstävlingarna. Han slutade femma på samma franska tävling, men valde att inte köra Tour de France eftersom han ville koncentrera sig på lopp senare under säsongen, såsom Vuelta a España, där han ansågs vara en kandidat till segern. Han slutade fyra i Clásica de San Sebastián and vann en etapp och slutställningen i Vuelta a Burgos. Början av Vuelta a Espana gick bra med etappsegrar i Valdepeñas de Jaén och San Lorenzo de El Escorial, där han tog över ledartröjan, men under de sista etapperna hade han det tufft och slutade på 19:de plats i tävlingen. Säsongen avslutades med en tredje plats i Lombardiet runt.

### 2012
Den 18 april 2012 vann Rodríguez La Flèche Wallonne i Belgien. Lite senare under säsongen vann han två etapper på Giro d'Italia, men det var inte hans enda succé under loppet. Efter 21 dagar av cykelåkning slutade Joaquim Rodriguez tvåa i Giro d’Italia 2012. Trots att han bar den rosa ledatröjan under den sista etappen, förlorade han segern till kanadensaren Ryder Hesjedal, som vann loppet 16 sekunder framför spanjoren.

## Privatliv
Joaquím Rodríguez är äldre bror till Alberto Rodríguez Oliver, som var professionell cyklist mellan 2005 och 2008.

## Stall
- ONCE-Eroski 2001–2003
- Saunier Duval-Prodir 2004–2005
- Caisse d'Epargne 2006–2009
- Team Katusha 2010–